# Église Saint-Maurice de Montgenèvre
L'église Saint-Maurice est une église catholique française, située à Montgenèvre (Hautes-Alpes) dans le diocèse de Gap et d'Embrun.

## Historique et architecture
Détruite lors de l’incendie provoqué par les troupes du duc de Savoie, puis reconstruite au XVIIIe siècle, cette église est d'une architecture d’influence italienne. Le clocher est caractéristique avec son fanal, copie exacte de la lampe à huile suspendue à la potence d'origine, qui dirigeait les voyageurs égarés dans le brouillard ou la tempête de neige. La restauration de la dernière tranche des fresques datant du XIXe siècle est achevée en décembre 2005. L’église a été rénovée en 2006.